# Rachid Mouffouk
Rachid Mouffouk (29 de gener de 1955, Batna, Algèria) és un artista, pintor i escultor algerià, conegut pels seus personatges en ronde-bosse i pel seu ús de materials reciclats.

## Infància
Rachid nasqué a Batna. De l'escola primària, a la qual assistí a partir del 1962 paral·lelament a l'escola corànica, només en conservà, segons les seves pròpies paraules, mals records.
Ja aleshores començà a sentir-se atret per l'art, que començà a practicar sense fer mai Belles Arts. La primera escultura que realitzà fou la de Diana, deessa de la caça en la mitologia romana. Realitzà aquesta primera obra amb un tros de fusta que li donà l'escultor Houfani Mohamed.

## Carrera
Abans del decenni negre, l'artista feu una pausa de vint anys, i no feu cap més obra artística o exposició.
Treballà com soldador d'estructures metàl·liques en una companyia americana instal·lada a Algèria, on exposà les seves obres a la feina. El director de la companyia decidí dispensar-lo del treball i li proposà que s'ocupés només de les escultures per suavitzar l'atmosfera dels treballadors.
El novembre del 2006, Amokrane Hocine publicà una novel·la titulada Le fou et le muet (El boig i el mut), la foto de la portada de la qual era de Rachid Mouffouk, per les seves escultures «boges» i «ecològiques».
El 2010 Rachid es tallà tres dits de la mà dreta durant un accident al seu taller treballant en un trofeu per al Ministeri d'Energia i de Mineria. Dos mesos després de l'accident, l'artista tornà a esculpir, bo i creant una escultura metàl·lica anomenada Els meus tres dits.